# Europees Kampioenschap katapultschieten
Europees Kampioenschap katapultschieten is het kampioenschap op Europees niveau van katapultschieten.

## Regels
Elk land heeft zijn eigen regels om te scoren. Sommige landen schieten op doelen of op kleiduiven. 
In België, en bij het Europees Kampioenschap dat in België wordt georganiseerd, wordt er geschoten op metalen schijfjes van verschillende grootten. 
Elke deelnemer krijgt 28 knikkers en schiet in 4 rondes op 7 metalen doelschijven. Elke grootte heeft zijn punten-score en telt mee voor het eindtotaal dat maximaal 120 is. 

## Edities
| Editie | Datum             | Locatie              | aantal deelnemers | aantal deelnemende landen | Opmerking                               |
| ------ | ----------------- | -------------------- | ----------------- | ------------------------- | --------------------------------------- |
| 1      | 2005              | Geel België          |                   | 2                         | [ 1 ]                                   |
|        | juli 2007         | Zerkegem België      |                   |                           |                                         |
|        | 2012              | Mutenice Tsjechië    |                   |                           | 2 Belgische medailles                   |
| 5      | 29 - 31 juli 2016 | Geel België          | 118               | 7                         | 7 Belgische medaille                    |
| 6      | 28 - 30 juli 2017 | Kralupy Tsjechië     |                   |                           | 5 Belgische medaille                    |
| 7 (1)  | 22 - 24 juli 2018 | Gualdo Tadino Italië | 172               | 15                        | 1ste wereldkampioenschappen             |
|        | 24 - 26 juli 2020 | Eernegem België      | X                 | 12                        | geannuleerd wegens de COVID-19-pandemie |
|        | 23 - 25 juli 2021 | Eernegem België      | X                 | X                         | geannuleerd wegens de COVID-19-pandemie |
| 8      | 29 - 31 juli 2022 | Rumbeke              | 130               | 10                        | 3 Belgische medailles                   |
| 9      | juli 2023         | Tsjechië             |                   |                           | [ 7 ]                                   |
| 10     | juli 2024         | Frankrijk            |                   |                           |                                         |
| 11     | juli 2025         | Deurne België        |                   |                           |                                         |

## Noemenswaardige prestaties

### Prestaties Belgen
2005
- - Joris Lievens (heren)[8]

2012
- - Luc Driesen (heren)[9]
- - Lea Pauwels (dames)[10]

2016
- - Cindy De Meyer (dames)
- - Agnes Loomans (dames)
- - Lea Pauwels (dames)
- - Max Sillen (heren)
- - Taylor Plysier (jeugd)
- - Glen Gijsen (jeugd)
- - Joppe V. (jeugd)

2017
- - Tilly Decomble (dames)
- - Lutgard Keymis (dames)
- - Nadia Cardon (dames)
- - Luc Driesen (heren)
- - Taylor Plysier (jeugd)

2018
- - Kelly Degryse (dames)
- - Taylor Plysier (jeugd)
- - (jeugd)
- - GibsyPlysier (jeugd)

2022
- - Taylor Plysier (dames)
- - Kelly Degryse (dames)
- - Gibsy Plysier (jeugd)